# Igreja da Trofa
A Igreja da Trofa ou Igreja Matriz da Trofa ou Igreja de São Salvador da Trofa (séc. XVI – séc. XVIII) é um templo católico localizado em Trofa, município de Águeda, Distrito de Aveiro.
Nesta igreja está localizado o Panteão dos Lemos, um notável conjunto escultórico renascentista datado do século XVI e atribuído a João de Ruão.
A Igreja da Trofa, compreendendo os túmulos dos Lemos, encontra-se classificada como Monumento Nacional (decreto de 16-06-1910, DG, n.º 136, de 23-06-1910).

## História; características
A presente configuração desta igreja, dedicada a São Salvador, resultou de diversas campanhas de obras de beneficiação realizadas entre a primeira metade do século XVI e finais do século XVIII. Apresenta por isso uma confluência dos estilos que marcaram esse longo período de tempo, integrando elementos herdados do gótico final (abóbada da capela-mor), do renascimento (Panteão dos Lemos), e do chamado estilo chão.
O templo foi construído junto ao antigo palácio dos senhores de Trofa (aproveitando, provavelmente, a capela particular dos Lemos como capela-mor da nova edificação). Com formas austeras e depuradas, apresenta-se predominantemente como uma edificação de tipologia chã. O interior, de nave única e planta retangular, é coberto por uma abóbada de caixotões simples, sem decoração adicional. O coro-alto, em madeira, apoia-se em colunas toscanas e o arco de comunicação entre a nave e a capela-mor é ladeado por dois retábulos de talha.
A fachada principal apresenta um sóbrio portal retangular que integra um nicho com a imagem quinhentista de S. Salvador, sendo delimitada lateralmente por cunhais encimados por pináculos e terminando em empena com cruz. A estrutura original da frontaria foi significativamente alterada no século XVIII com a edificação da torre sineira.
A capela-mor é coberta por abóbada de nervuras (da autoria de Diogo de Castilho), com chaves decoradas com florões, ostentando a do meio o escudo dos Lemos. Possui ao centro um retábulo de talha com telas figurativas de temática franciscana, proveniente do antigo convento de Serém. É aqui que se encontra o notável Panteão dos Lemos, obra de referência do renascimento português.

## Panteão dos Lemos

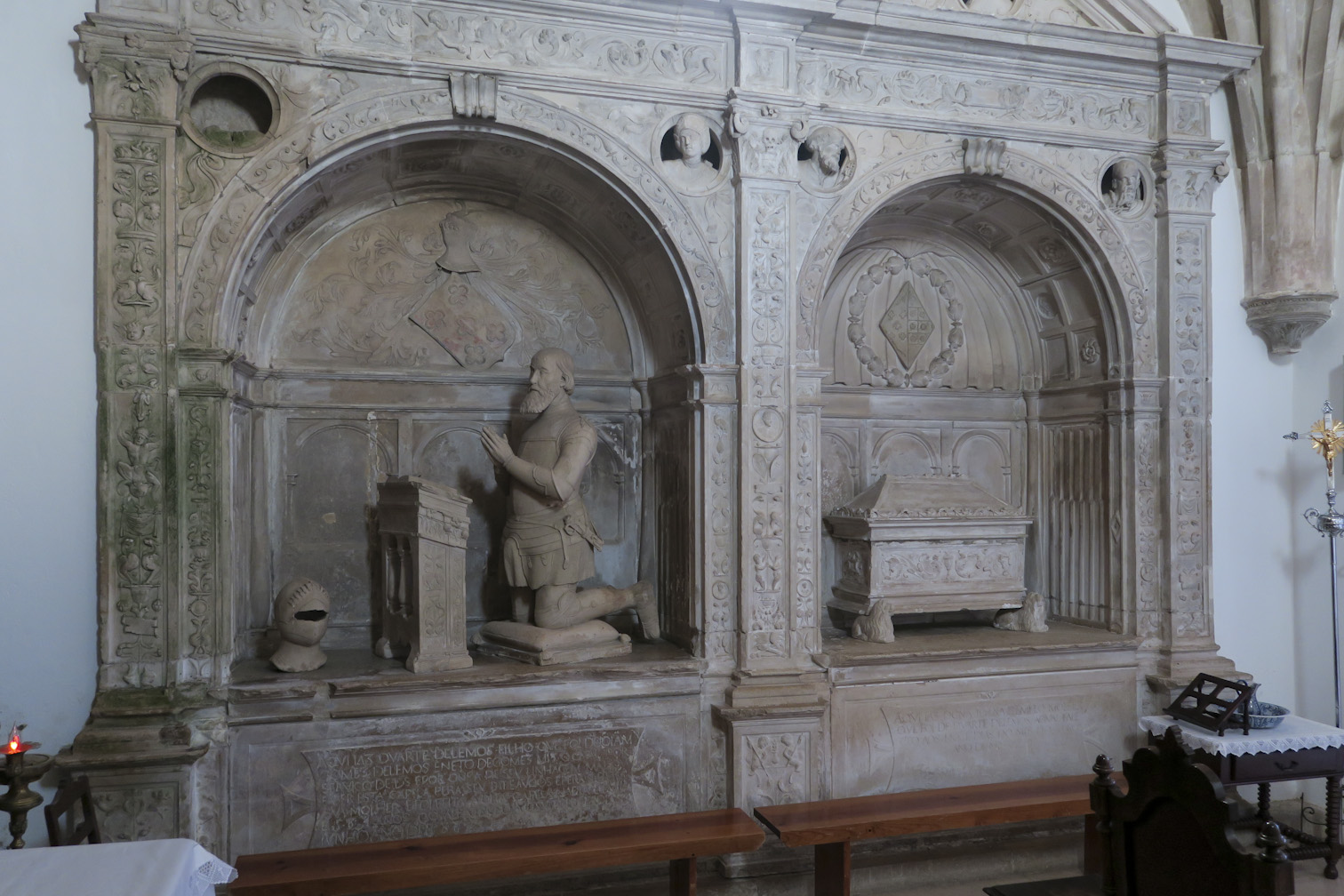
Panteão dos Lemos (capela-mor, lado da Epístola)

Encomendado por D. Duarte de Lemos em 1534, o Panteão dos Lemos apresenta afinidades com o túmulo de D. Luís da Silveira na Igreja Matriz de Góis e é atribuído a João de Ruão, embora subsistam dúvidas relativamente à autoria da estátua orante de D. Duarte de Lemos, que alguns autores (como Reynaldo dos Santos) atribuem a Hodart. Este é o lugar de sepultamento dos antepassados do terceiro senhor da Trofa. Integra dois grupos tumulares de feição tipicamente renascentista, localizados frente a frente, sendo ambos formados por dois arcos separados por pilastras e rematados por entablamento. Do lado do Evangelho localizam-se os túmulos dos primeiros senhores da Trofa, Gomes Martins de Lemos e seu filho, João Gomes de Lemos, e as respetivas esposas. Do lado oposto (lado da Epístola), foi sepultada D. Joana de Melo, mulher do instituidor e, no arco mais próximo do altar, D. Duarte de Lemos.
Delicadamente gizada a escopro no calcário brando, a escultura funerária de D. Duarte de Lemos tem uma placidez humanística e um sentido de purismo clássico que a afastam estilisticamente da tumultuosidade de formas típica das obras em barro de Hodart, em particular A Última Ceia (MNMC, Coimbra). A obra "mostra-nos o senhor da Trofa ajoelhado em oração, envergando a sua armadura de cavaleiro, com o elmo aos pés, e um livro aberto sobre uma banqueta decorada com frisos de folhagens. Os frisos e faixas horizontais dos túmulos foram decorados com folhagens e seres híbridos, enquanto as pilastras estão repletas de bucrâneos, elmos, dragões e grifos. Os diversos medalhões esculpidos nos arcossólios são os elementos mais renascentistas do conjunto, denotando-se porém a ausência de temática religiosa".

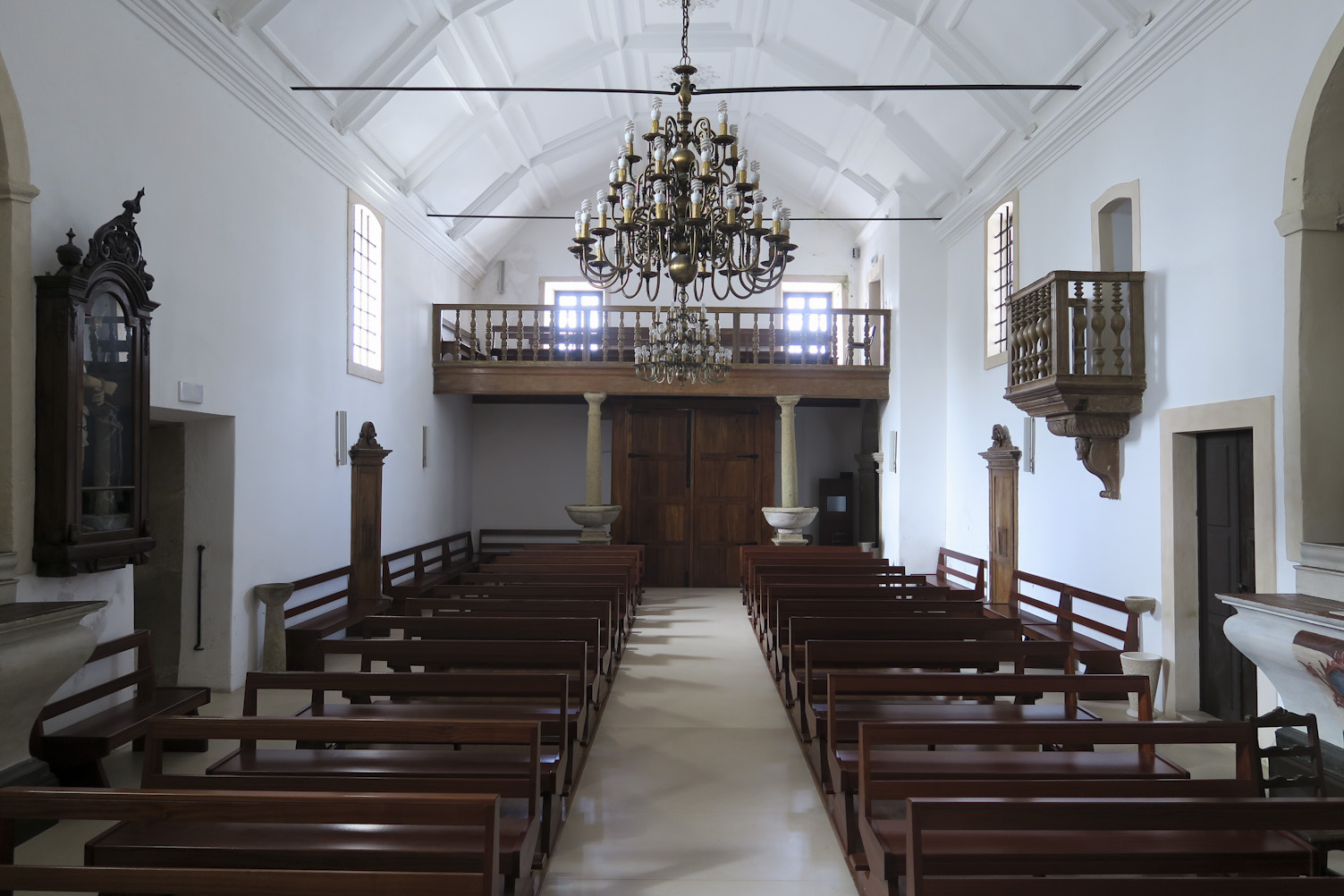
Interior da Igreja
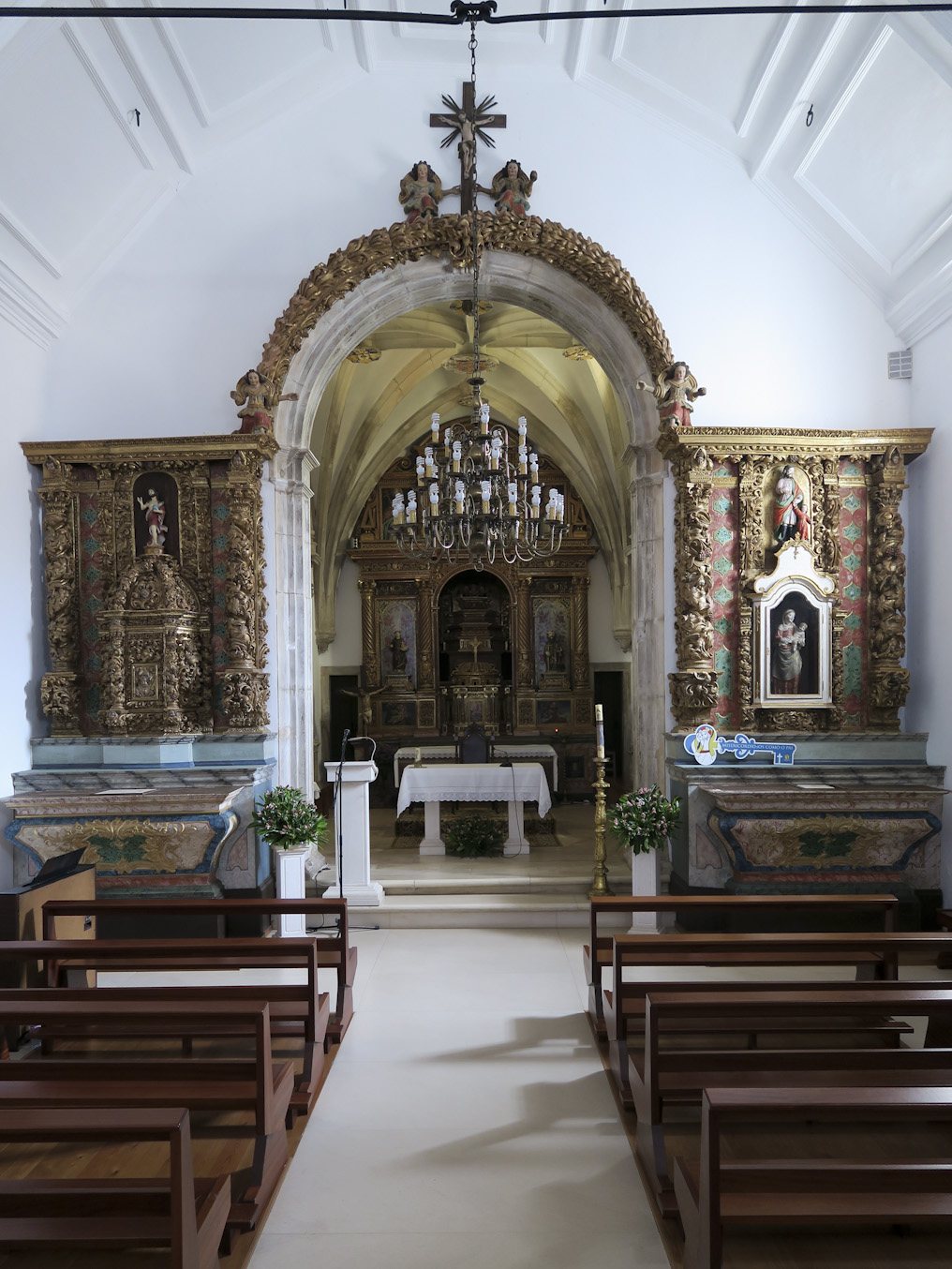
Interior da Igreja
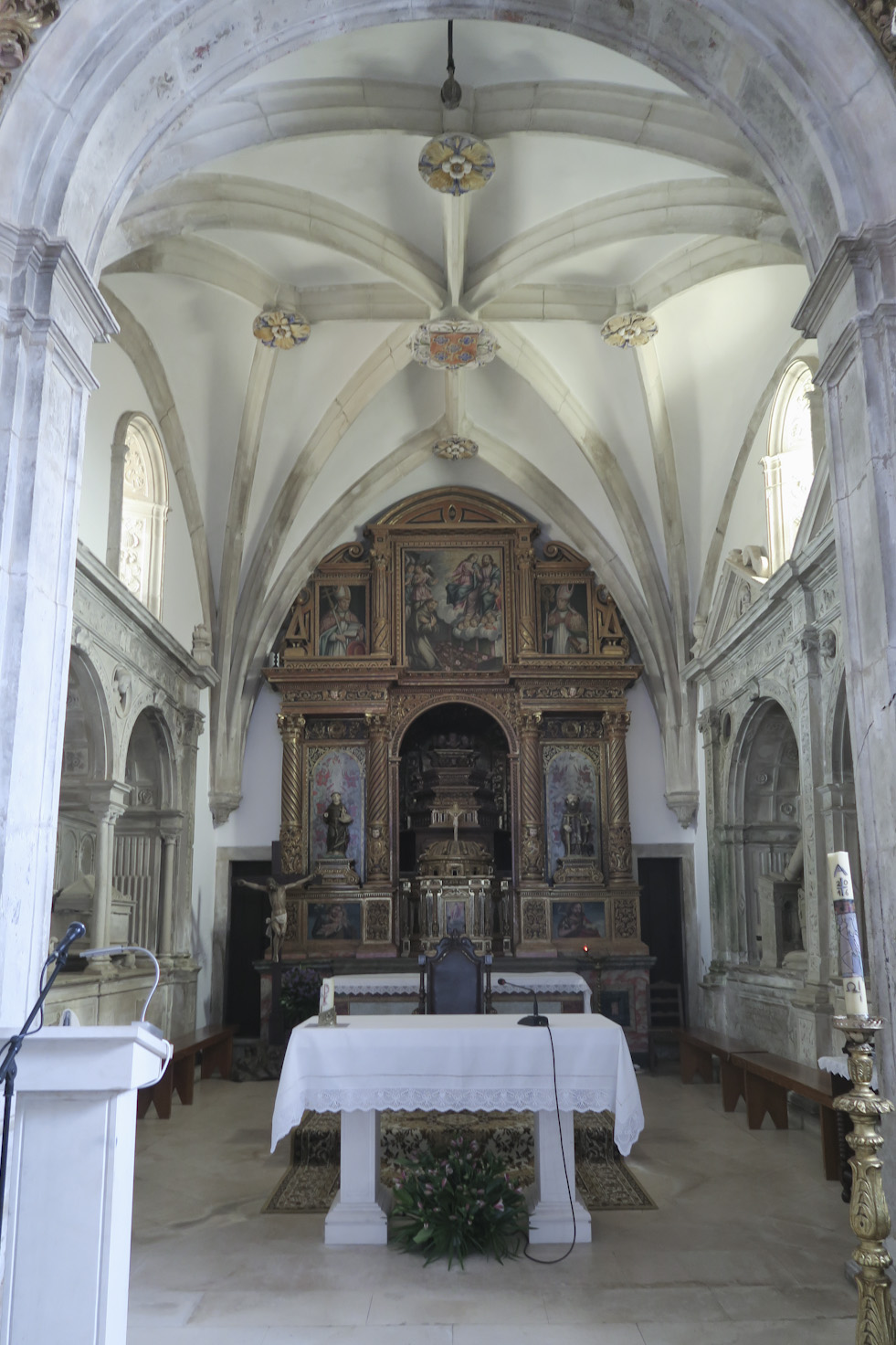
Capela-mor
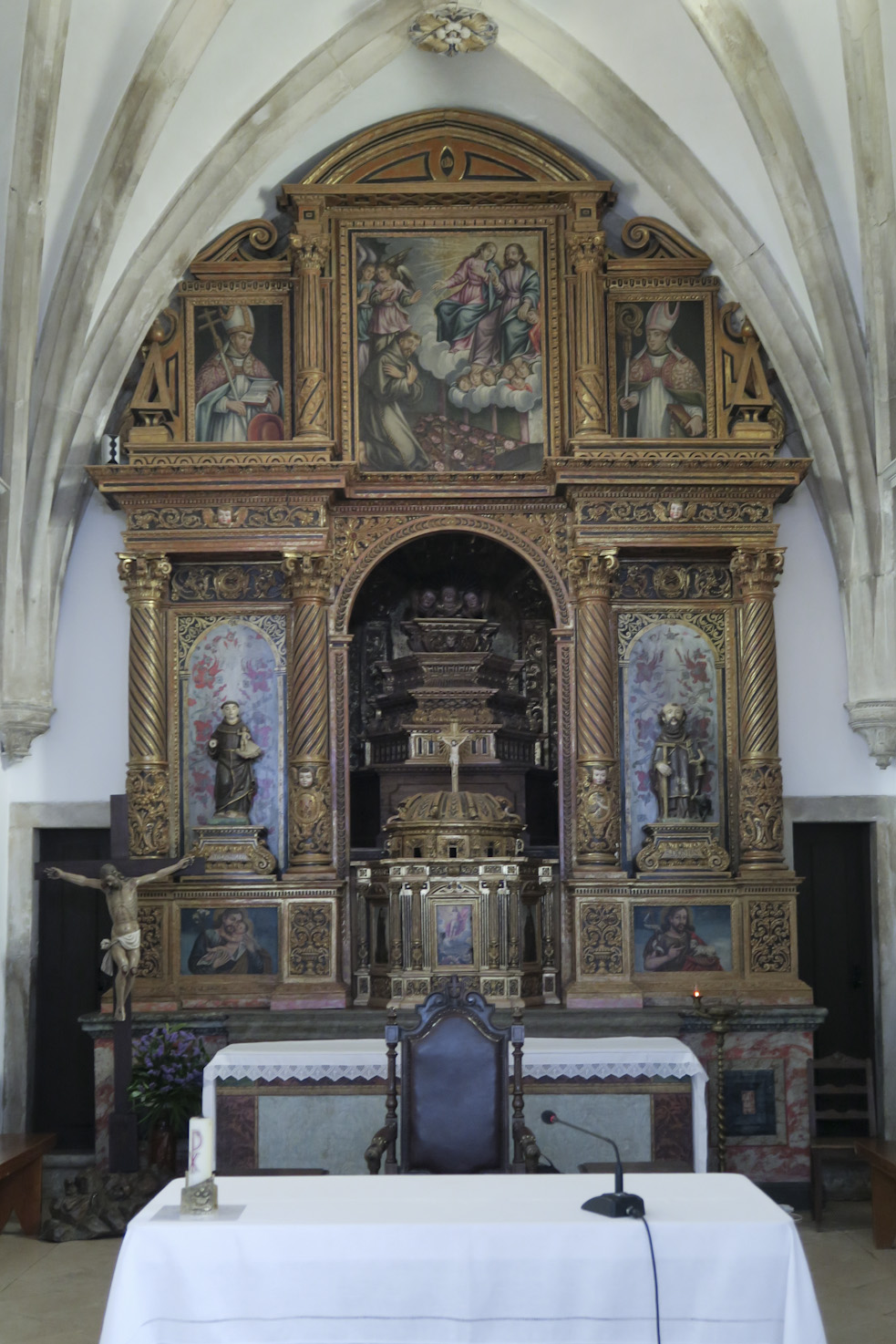
Retábulo da capela-mor
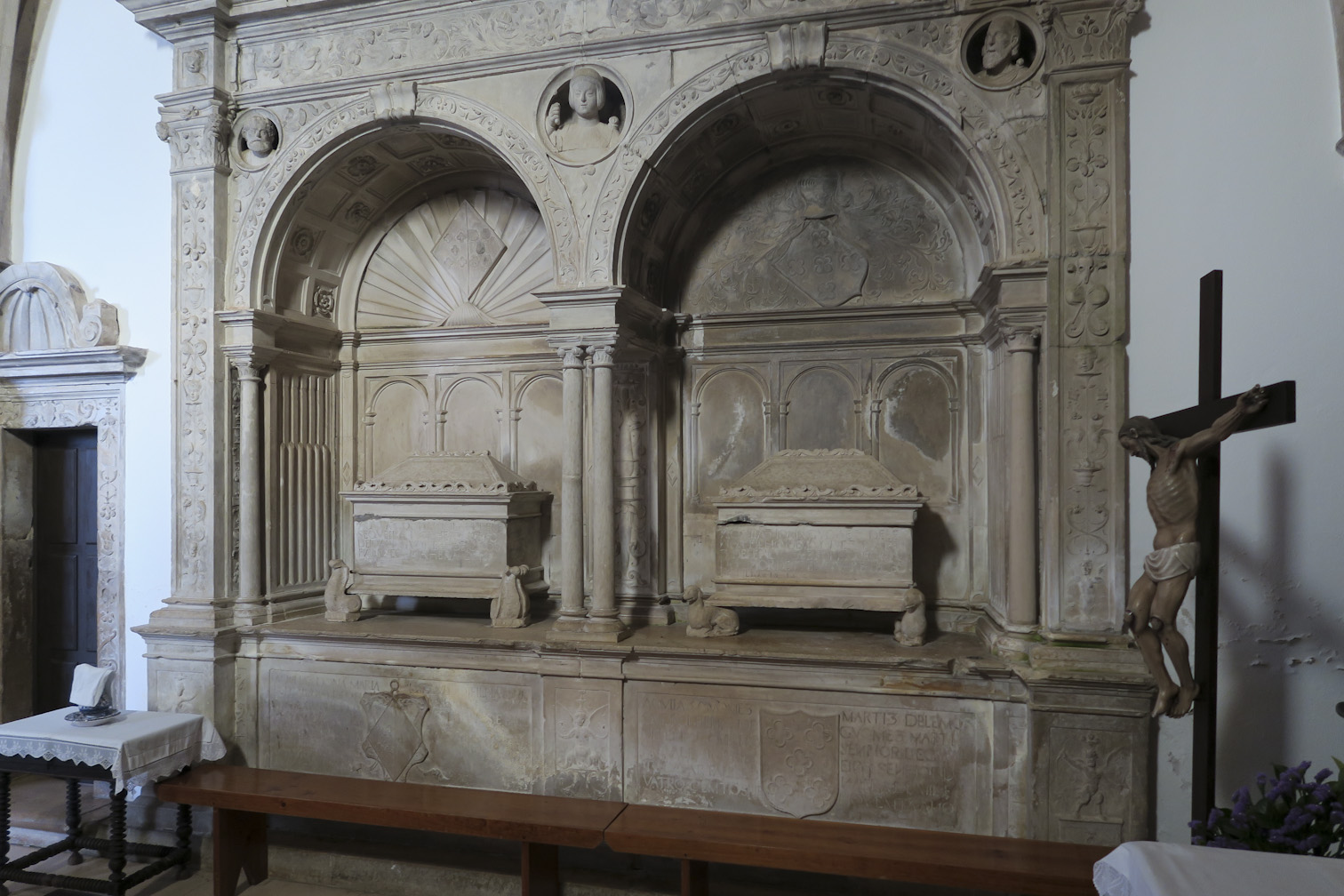
Panteão dos Lemos (capela-mor, lado do Evangelho)